# 奧賽卡 (密西西比州)
奧賽卡（英語：Osyka）是位於美國密西西比州派克縣的城鎮。

## 人口
根據2020年美國人口普查的數據，奧賽卡的面積為2.76平方千米，當中陸地面積為2.74平方千米，而水域面積為0.02平方千米。當地共有人口381人，而人口密度為每平方千米138人。